# Christoph Adalbert Putz

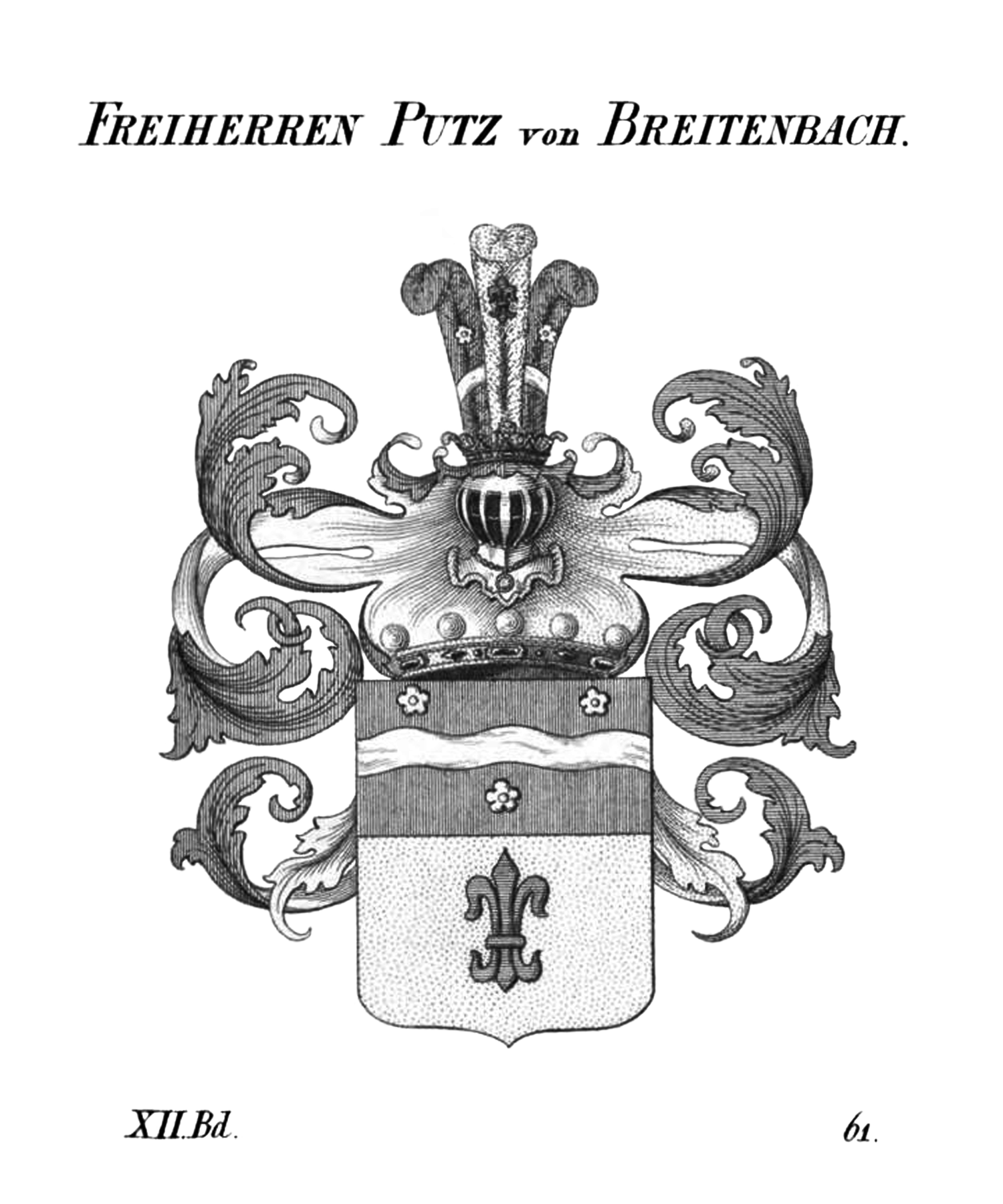
Familienwappen

Christoph Adalbert Putz, seit 1719 Putz von Breitenbach (getauft 3. Juli 1658 in Platten; † 13. Juli 1726 in Breitenbach) war ein böhmischer Bergmeister, Bergschreiber, kaiserlicher Gegenhändler, Glashütten- und Farbwerksbesitzer, der in den Ritterstand erhoben wurde.

## Leben

### Herkunft
Christoph Adalbert Putz war der älteste Sohn des Zolleinnehmers und Bergzehntners Johann Putz († 1697) und dessen Ehefrau Elisabeth geb. Ziegner († 1705). Den Vornamen Christoph erhielt er von seinem Taufpaten dem Fleischermeister Christoph Grimm. Sein Großvater väterlicherseits war der Hauptmann der Herrschaft Neudek Georg Putz († 1635). Mütterlicherseits entstammte er dem freien Glasmachergeschlecht der Ziegner aus Schönlind, einem Zweig einer alten Patrizierfamilie aus Eger.     

### Werdegang

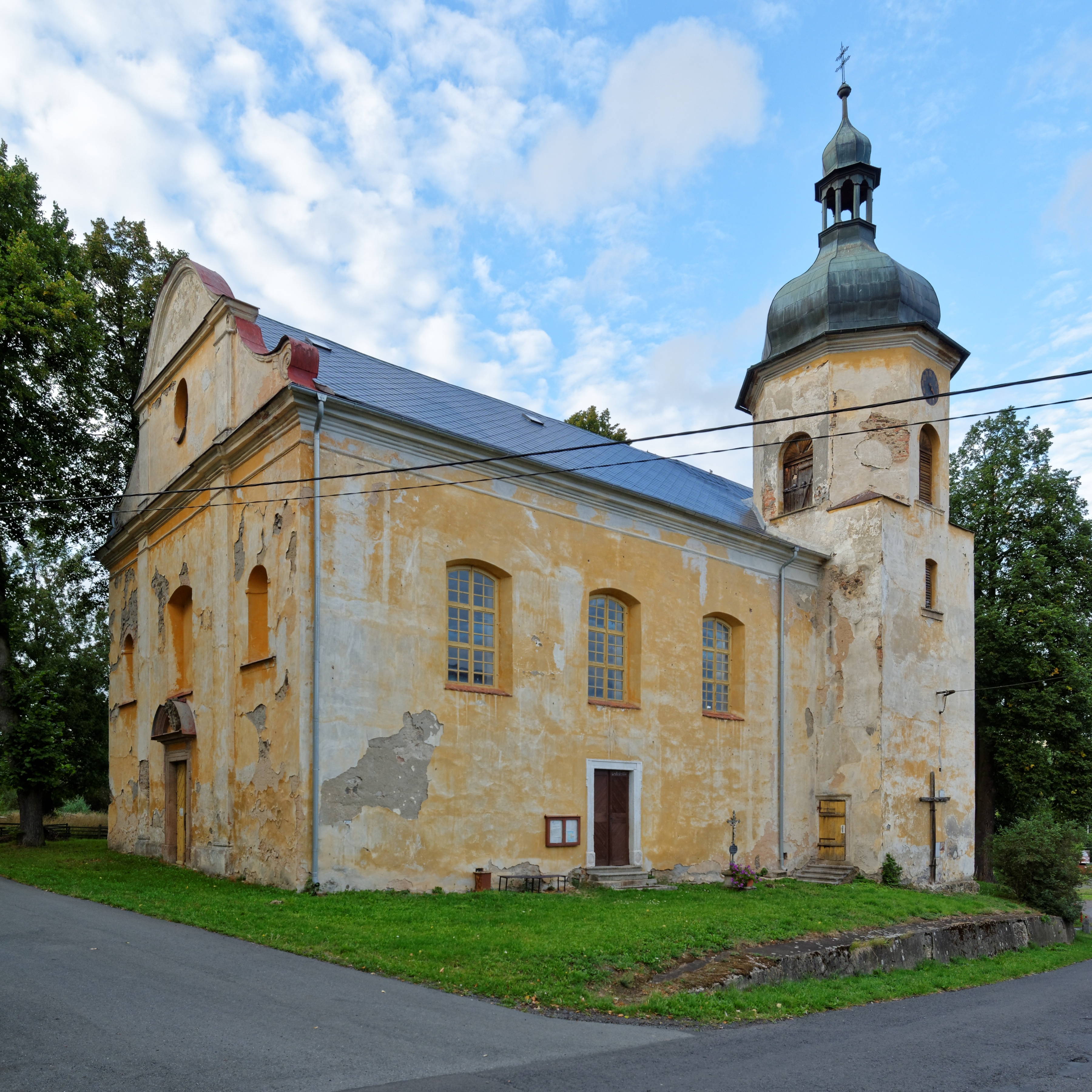
Pfarrkirche St. Laurentius in Luck, Grabstätte

Putz wuchs mit sechs Schwestern und fünf Brüdern in wohlhabenden Verhältnissen auf. Nachdem er möglicherweise einen handwerklichen Beruf erlernte, bekleidete er in seiner Heimatstadt das Amt des Zolleinnehmers. Seit 1684 war er als kaiserlicher Berg- und Gegenschreiber tätig. Am 12. August 1688 kaufte er von dem Hofrat von Schlackenwerth Johann Wilhelm von Steinhofer die oberen Farbwerke in Breitenbach samt Glashütten für 1910 Gulden. Unter seiner Führung nahm die Blaufarbenwerkserzeugung in der Region einen bedeutenden Aufschwung und verhalf ihm bald zu Wohlstand und Reichtum. 1706 übernahm er vom abgesetzten Franz Weise das Amt des Bergmeisters von Platten. 1715 erwarb er von Wenzel Ignaz Deym Freiherr von Střítež das Gut Luck. Im gleichen Jahr ersteigerte er das sogenannte Haus zur grünen Linde in der Prager Altstadt (heute Melantrichova 472/12) für 4650 Gulden, das er bereits 1723 für 4600 Gulden. wieder verkaufte. Am 26. Juni 1719 erhielt er auf Grund seiner Verdienste (er verschaffte sich als Bergmeister hohes Ansehen durch gute Sitten, Tugend, Vernunft und Geschicklichkeit) von Kaiser Karl VI. in Wien das Adelsdiplom. Fortan zählten er und seine Familie zu den ritterlichen Familien des Königreichs Böhmen. Das ihm verliehene Wappen und Adelsprädikat von Breitenbach verweisen dabei auf die Werksanlage am Breitenbach. Auszug aus dem Adelsdiplom von 1719:

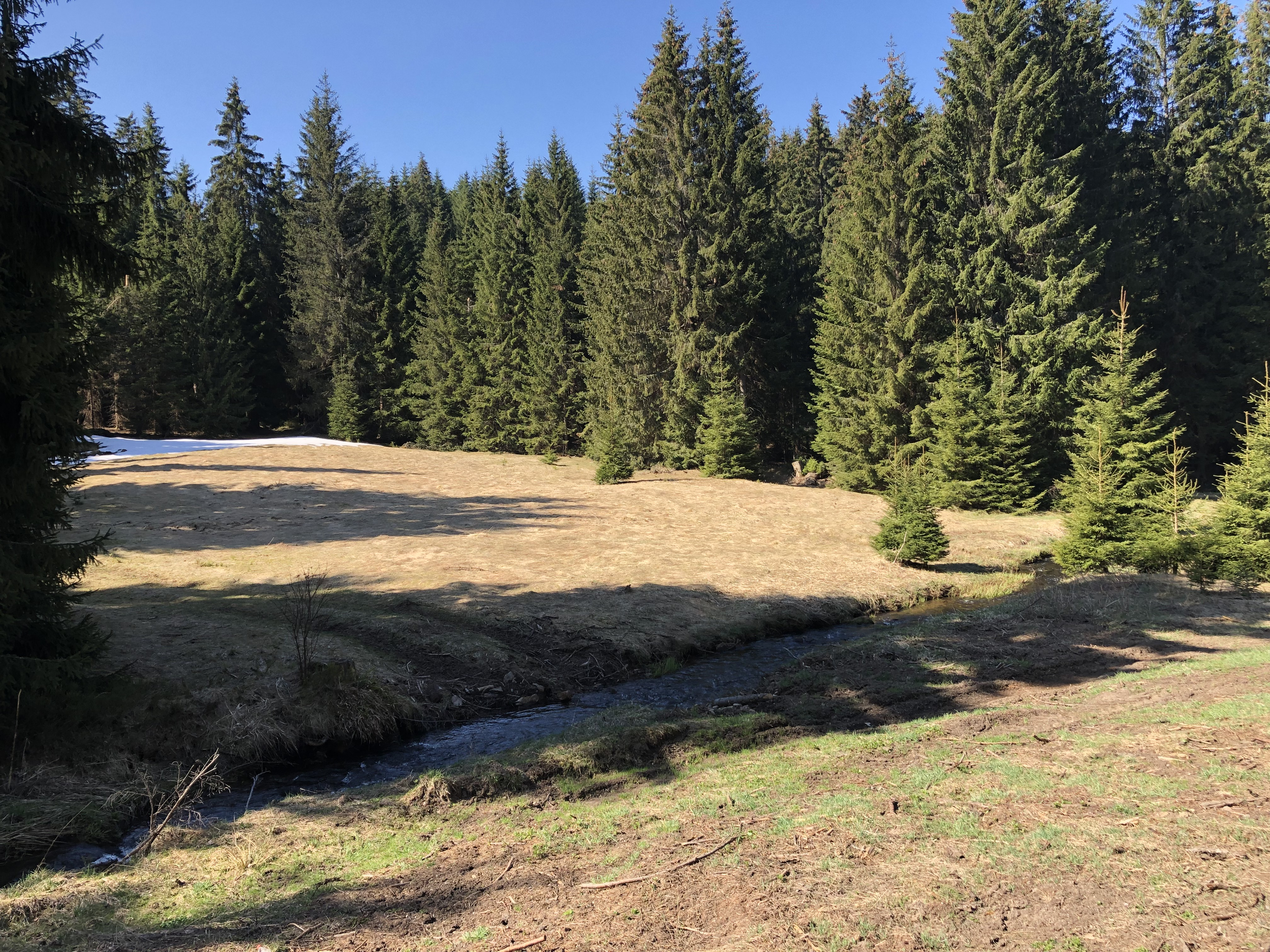
Standort des von 1688 bis 1775 in Familienbesitz befindenden oberen Blaufarbenwerkes in Potůčky.

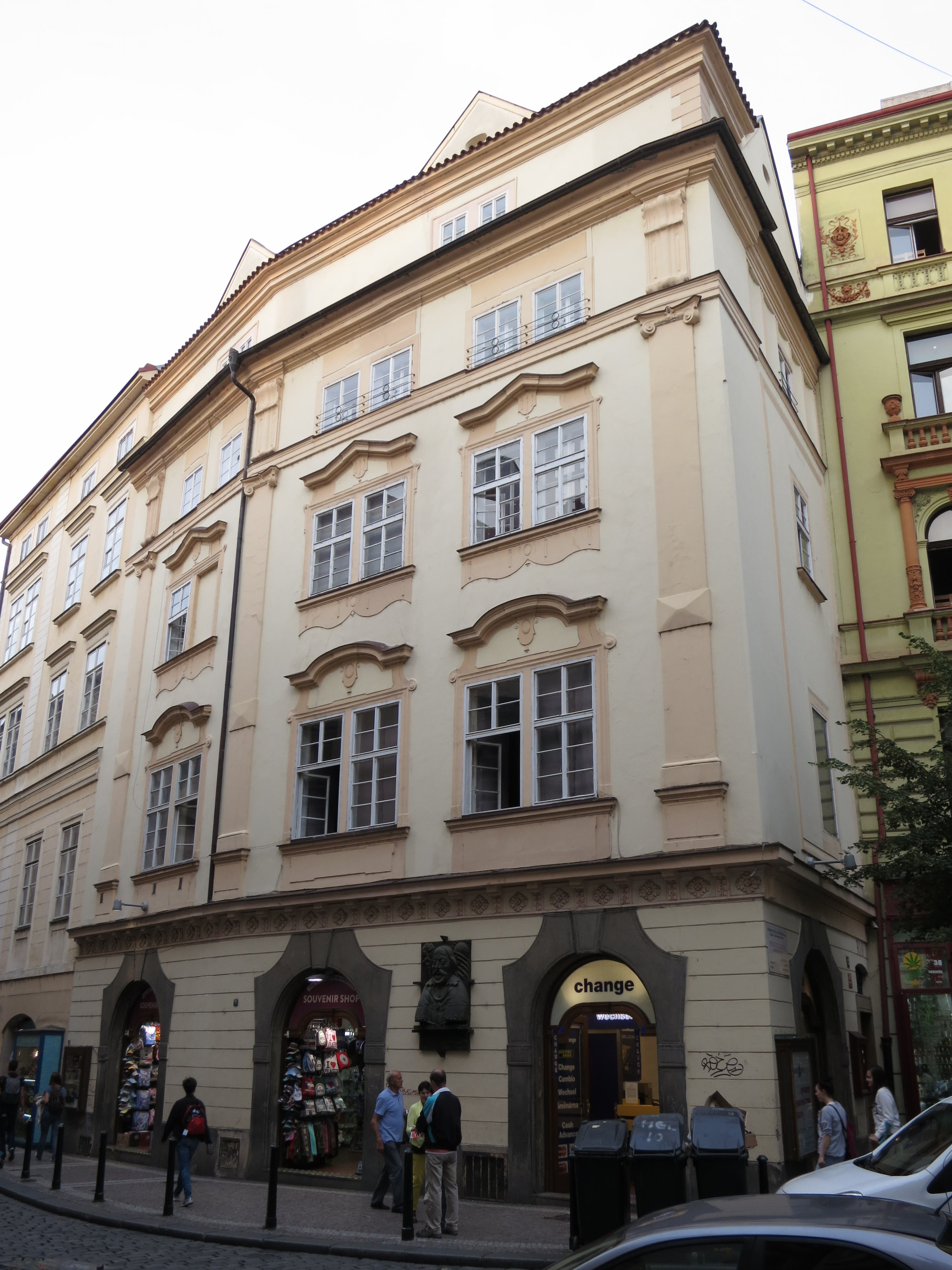
Haus zur grünen Linde in der Prager Altstadt das Putz von 1715 bis 1723 besaß

„die guten Sitten, Tugent, Vernufft und Geschicklichkeit, deren Unß der Christoph Adalbert Putz, Bergmeister in Unserer Königlich-Böhmischen Freyen Bergstadt Platten sonderbahr gerühmet worden, anbeynebenst gnedigst erwogen, waßmaßen Er von Ehrlich jederzeit wohlverhaltenen Eltern gebohren, allermaßen Sein Großvatter Seeliger die allerunterthänigste Treüe gegen Unsern Glorwürdigen Vorfahren in deme gezeiget, daß Er alß gewesener Haubtmann auf der Herrschaft Neüdeck in denen Schwedischen Troublen dem Feind großen abbruch gethan, dann aber gefangen worden, viel hartes gelitten und außgestanden habe wie nicht weniger Sein Sohn des obgedachten Christoph Adalbert Putz Eheleiblicher Vatter, Johann Putz Seeliger, in vorgedachter Bergstadt Platten durch Dreyßig Jahr verschiedene Unsere Dienste versehen, endlich alß Berg-Zehenter biß an sein End gestanden. Von deßen Todt an aber oberwehnter Christoph Adalbert Putz nach Zeügnuß deren alldortigen Ober-Ambts-Administrationen in Bergwercks-Functionen bereits durch Neün und Dreyßig Jahr treü fleißig unermiedet [...]“

1721 legte er sein Amt nieder. Die vakante Stelle des Bergmeisters wurde mit Franz Carl Hacker neu besetzt. Seit 1722 war er Oberpächter der Plattner Bergwerke. 1722 ließ er auf eigene Kosten, die ursprünglich gotische Pfarrkirche St. Laurentius in Luck im Barockstil neu erbauen und brachte über dem Portal sein Familienwappen an. Die Kirche wurde später zur Grablege der Familie bestimmt. 1725 kaufte er von Adam Anton Campanus Ritter von Rösselfeld auch das benachbarte Gut Buda und vereinte den Besitz zu einer Herrschaft. Er starb am 13. Juli 1726 im Alter von 68 Jahren auf seinen Besitzungen in Breitenbach. Sein Leichnam wurde nach Luck überführt und am 16. Juli 1726 in der Pfarrkirche in der Familiengruft beigesetzt, die Bestattung seiner Ehefrau erfolgte ebenda am 12. Juni 1742. Die Güter Luck und Buda erbten nach seinem Tode zunächst seine Witwe Anna Maria, die Söhne Wenzel Leopold und Franz Anton, sowie die Tochter Eva. Der Besitz wurde 1727 aufgeteilt, dabei erhielt sein älterer Sohn Wenzel Leopold das Gut Luck und sein jüngerer Sohn Franz Anton das Gut Buda. Sein Enkel war der Gutsbesitzer Franz Xaver Putz von Breitenbach, der 1767 in den Freiherrenstand erhoben wurde.   

## Familie
Christoph Adalbert Putz heiratete am 13. Februar 1684 in Platten Anna Maria Haaß (getauft 29. März 1663 in Platten; † 9. April 1742 ebenda). Aus dieser Ehe gingen folgende Kinder hervor:
1. Eva Rosina (* 7. Januar 1685 in Platten), stiftete 1753 1000 fl. an das Armeninstitut von Platten;[9] ⚭ 1704 in Platten Georg Adam Söldner von Söldenhofen, Patrizier aus Eger.
2. Maria Barbara (get. 29. April 1687 in Platten, begr. 8. Juni 1688 ebenda)
3. Wenceslaus (get. 11. Mai 1688 in Platten; † 28. November 1747 in Chiesch), Herr auf Luck und Buda; ⚭ Antonia Theresia de Hard.
4. Maria Eleonora (get. 8. August 1690 in Platten)
5. Franciscus Antonius (get. 2. September 1691 in Platten; † 8. Mai 1742 ebenda)[10]

### Vorfahren
| Christoph Adalbert Putz | Johann Putz († 1697)       | Georg Putz († 1635) | NN Putz      |
| Christoph Adalbert Putz | Johann Putz († 1697)       | Georg Putz († 1635) | NN           |
| Christoph Adalbert Putz | Johann Putz († 1697)       | Eva NN              | NN           |
| Christoph Adalbert Putz | Johann Putz († 1697)       | Eva NN              | NN           |
| Christoph Adalbert Putz | Elisabeth Ziegner († 1705) | Georg Ziegner       | Hans Ziegner |
| Christoph Adalbert Putz | Elisabeth Ziegner († 1705) | Georg Ziegner       | Ursula NN    |
| Christoph Adalbert Putz | Elisabeth Ziegner († 1705) | Anna NN († 1667)    | NN           |
| Christoph Adalbert Putz | Elisabeth Ziegner († 1705) | Anna NN († 1667)    | NN           |